# فران استه‌وس
فران اِسته‌وِس (اسپانیایی: Fran Estévez‎؛ زادهٔ ۱۱ آوریل ۱۹۸۰) کارگردان فیلم، تهیه‌کننده فیلم و فیلم‌نامه‌نویس اهل اسپانیا است.
از فیلم‌ها یا مجموعه‌های تلویزیونی که وی در آن‌ها نقش داشته‌است می‌توان به «ابلهان» (۲۰۱۳) اشاره نمود.